# 小濱島
小濱島（日语：／ Kohama-jima，琉球語：／ ）位於琉球列島的八重山群島，介於石垣島及西表島之間。行政劃分上屬於日本沖繩縣八重山郡竹富町。
2001年上半年NHK晨間小說連續劇《水姑娘》的背景即在此島。
此外，原DA PUMP的成員SHINOBU（宮良忍）是小濱島人。

## 外部連結
- 竹富町公所網頁的小濱島介紹
- NHK電視劇「ちゅらさん2」
- ＠Ｙａｉｍａ【小濱島的關光情報】